# Aconitum heterophyllum
Aconitum heterophyllum är en ranunkelväxtart. Aconitum heterophyllum ingår i släktet stormhattar, och familjen ranunkelväxter.

## Underarter
Arten delas in i följande underarter:
- A. h. heterophyllum
- A. h. parciflorum
- A. h. roylei